# Онвиль
Онви́ль (фр. Onville) — коммуна во французском департаменте Мёрт и Мозель, региона Лотарингия. Относится к  кантону Шамбле-Бюссьер.	

## География
Онвиль	расположен в 19 км к западу от Меца и в 40 км к северо-западу от Нанси. Стоит на реке Рюп-де-Ма, левом притоке реки Мозель. Соседние коммуны: Байонвиль-сюр-Ма на востоке, Вавиль и Вильсе-сюр-Ма на юго-западе.

## Демография
Население коммуны на 2010 год составляло 539 человек.
| 1962 | 1968 | 1975 | 1982 | 1990 | 1999 | 2010 |
| ---- | ---- | ---- | ---- | ---- | ---- | ---- |
| 431  | 389  | 425  | 452  | 453  | 524  | 539  |